# Judith Schalansky
Judith Schalansky (ur. 20 września 1980 w Greifswaldzie) – niemiecka pisarka, projektantka książek i redaktorka.

## Życiorys
Urodziła się 20 września 1980 roku w Greifswaldzie. Studiowała historię sztuki na Wolnym Uniwersytecie Berlińskim oraz projektowanie komunikacji wizualnej na uniwersytecie w Poczdamie. Zadebiutowała w trakcie studiów publikacją o typografii pt. Fraktur mon Amour (2006), która doczekała się wielu wyróżnień. Dwa lata później ukazała się jej pierwsza publikacja literacka Blau steht dir nicht. Jej Atlas wysp odległych (2009), w którym zebrała najbardziej odosobnione wyspy świata, został przetłumaczony na 20 języków oraz wyróżniony tytułem „Najpiękniejszej Niemieckiej Książki Roku”. 
Schalansky została laureatką m.in. Nagrody im. Nicolasa Borna (2020), a jej dzieła znalazły się na liście nominowanych publikacji do Alfred-Döblin-Preis (2011), National Book Award (2021) czy International Booker Prize (2021). 
Mieszka w Berlinie, pracuje jako redaktorka wydawnictwa Matthes & Seitz, gdzie prowadzi serię Naturkunden.

## Twórczość
- Fraktur mon Amour, 2006[1]
- Blau steht dir nicht, 2008[1]
- Atlas der abgelegenen Inseln : Fünfzig Inseln, auf denen ich nie war und niemals sein werde, 2009[6], wyd. pol.: Atlas wysp odległych. Pięćdziesiąt wysp, na których nigdy nie byłam i nigdy nie będę. Tomasz Ososiński (tłum.). Wydawnictwo Dwie Siostry, 2013. ISBN 978-83-63696-33-7. Brak numerów stron w książce
- Der Hals der Giraffe, 2012[1]
- Verzeichnis einiger Verluste, 2018[7], wyd. pol.:  Spis paru strat. Kamil Idzikowski (tłum.). Wydawnictwo Ha!art, 2022. ISBN 978-83-6657-181-5. Brak numerów stron w książce